# Gridalo Forte Records
La Gridalo Forte Records è stata un'etichetta discografica indipendente specializzata nella musica ska-punk e nata nel quartiere di San Lorenzo a Roma nell'humus culturale del circolo antirazzista "Gridalo forte: no al razzismo, no al fascismo".
L'etichetta fu fondata dalla Banda Bassotti nel 1991 e nel tempo produsse molte band della scena, organizzando anche eventi e concerti, soprattutto nell'ambito dei centri sociali e delle feste di Rifondazione Comunista.

## Storia
Il nome dell'etichetta proviene da un progetto de la Banda Bassotti chiamato "Gridalo Forte. No al fascismo! No al razzismo!", che consisteva in un centro di documentazione contro la discriminazione razziale e contro il fascismo. Il primo album a cura della Gridalo Forte Records fu Balla e difendi (1991), una raccolta con brani di gruppi romani come Banda Bassotti, Filo da torcere, Red House e AK 47.
Durante gli anni '90, alcune opere pubblicate su questo marchio furono distribuite dalla Esan Ozenki Records, fondato dai Negu Gorriak, con i quali i Banda Bassotti avevano una relazione di amicizia. Inoltre, alcuni degli album a cura della Esan Ozenki Records (e poi della sua erede, la Metak) furono distribuiti in Europa dala Gridalo Forte Records.
La Gridalo Forte Records ebbe anche scambi con marchi come Liquidator Records, che distribuirono e ristamparono alcuni album di Gridalo Forte.

## Artisti
- AUT AUT
- Arpioni
- Banda Bassotti
- Begoña Bang-Matu
- Erode
- Ghetto 84
- Jahmila
- Kenze Neke
- Klaxon
- Kortatu
- Fermin Muguruza
- Negu Gorriak
- The Orobians
- Radici nel cemento
- Ramiccia
- Rude
- Senza Sicura
- Skalariak
- Spook and the Guay
- Tremende
- Tribù Acustica
- Tupamaros